# PAOK Ledra
Der PAOK Ledra ist ein Fußballverein aus Nikosia, Zypern.
Der Verein wurde hauptsächlich durch seine Damen-Fußballmannschaft bekannt, die sehr erfolgreich in der Women’s First Division Zyperns mitspielt. In den Saisons 2002/03 und 2003/04 wurde sie zyprischer Meister. Dadurch konnten sie an der UEFA Women’s Champions League teilnehmen, waren aber chancenlos. Nach den Erfolgen spielten sie weiterhin in der Spitze der Liga mit, weitere Titel konnten sie aber nicht gewinnen.

## UEFA Women’s Champions League
| Wettbewerb               | Runde     | Gegner                | Spiel |
| ------------------------ | --------- | --------------------- | ----- |
| UEFA Women’s Cup 2003/04 | Gruppe 2  | SV Neulengbach        | 0:14  |
| UEFA Women’s Cup 2003/04 | Gruppe 2  | ZNK Lombardini Skopje | 0:5   |
| UEFA Women’s Cup 2003/04 | Gruppe 2  | SK Hronom             | 0:15  |
| UEFA Women’s Cup 2004/05 | Gruppe A8 | AE Aegina             | 0:7   |
| UEFA Women’s Cup 2004/05 | Gruppe A8 | FFC Zuchwil           | 1:13  |
| UEFA Women’s Cup 2004/05 | Gruppe A8 | SFK 2000 Sarajewo     | 0:5   |